# Гексацианоферрат(III) железа(II,III)
Гексацианоферрат(III) железа(II,III) — неорганическое соединение, 
соль железа смешанной валентности и гексацианожелезной(III) кислоты с формулой FeIII4FeII3[Fe(CN)6]6,
зелёные кристаллы,
не растворяется в воде.

## Физические свойства
Гексацианоферрат(III) железа(II,III) образует зелёные кристаллы,
не растворяется в воде, растворяется в горячей соляной кислоте.